# Gordon County, Georgia
Gordon County är ett administrativt område i delstaten Georgia, USA, med 55 186 invånare. Den administrativa huvudorten (county seat) är Calhoun.

## Geografi
Enligt United States Census Bureau har countyt en total area på 927 km². 921 km² av den arean är land och 6 km² är vatten.

### Angränsande countyn
- Murray County, Georgia - nord
- Whitfield County, Georgia - nord
- Gilmer County, Georgia - nordost
- Pickens County, Georgia - öst
- Cherokee County, Georgia - sydost
- Bartow County, Georgia - syd
- Floyd County, Georgia - väst
- Walker County, Georgia - nordväst